# 虞懷忠
虞怀忠（1540年—？），字汝良，号养纯，浙江義烏縣人，明朝政治人物，同進士出身。

## 生平
嘉靖三十七年（1558年）戊午浙江乡试第五十五名举人，隆慶五年（1571年）登辛未科會試第三百九十名，三甲三十一名进士，都察院觀政，授真定府推官，萬曆三年（1575年）七月擢升试监察御史，四年三月實授江西道御史，巡视光禄寺，五年七月巡按四川。出为袁州府知府，萬曆十年因事谪州判，辞官归，复起为潜山县知县，十四年致仕卒。

## 著作
著有《养纯诗草》两卷。纂修萬曆《四川總志》三十四卷。

## 軼事
明人筆記《五雜俎》中對比了其與同榜進士程正誼的不同命運。

## 家族
曾祖虞克慶。祖父虞希盛。父虞茂元。母吴氏。慈侍下。兄重華、懷光、懷德。